# Jennifer Lawrence
Jennifer Shrader Lawrence (engelska: [ˈdʒɛnɪfɚ ˈlɒ.ɹəns]) född 15 augusti 1990 i Indian Hills, Kentucky, är en amerikansk skådespelare, för den breda massan främst känd för sin roll som Katniss Everdeen i The Hunger Games. Lawrence fick sitt genombrott i filmen Winter's Bone från 2010 som gav henne nomineringar för såväl Golden Globe, Screen Actors Guild som Oscar i kategorin Bästa kvinnliga huvudroll. Två år senare, vid 22 års ålder, vann hon en Oscar, en Golden Globe, en Screen Actors Guild och en Independent Spirit Award för sin roll i den romantiska komedin Du gör mig galen! Hon blev därmed den yngsta personen någonsin som fått två Oscarsnomineringar i kategorin "Bästa kvinnliga huvudroll" och hon är den näst yngsta vinnaren i kategorin genom tiderna.

## Biografi

### Uppväxt
Jennifer Lawrence är född i Indian Hills i Kentucky och uppvuxen i Louisville i Kentucky. Hennes föräldrar är Karen Lawrence (född Koch), som leder ett barnläger, och Gary Lawrence, som ägde byggnadsfirman Lawrence & Associates. Hon har två äldre bröder, Ben och Blaine. Föräldrarna har erkänt att Jennifer var ett oväntat barn och att de hade känt sig färdiga med barn innan de upptäckte graviditeten. Familjen ägde en hästfarm under hennes barndom och hon hade en egen häst som hette Muffin. Hennes mor uppfostrade Lawrence till att vara tuff och inte bli bortskämd. Hon lät inte heller henne leka med andra flickor då Jennifer var för hårdhänt mot dem. Hon uppfostrades kristen.
Lawrence har sagt att hon inte trivdes i sin barndom på grund av sin hyperaktivitet och sociala ångest vilket ledde till att hon var ett väldigt ensamt barn. I skolan var hon trots det väldigt aktiv som cheerleader och spelade softball, hockey och basket även om hon inte gillade det. Ridningen fortsatte hon med och var det hon gillade bäst under uppväxten. Hon har en skadad svanskota till följd av att hon blev avkastad från hästen. Hon tyckte också om att uppträda för sin far när han arbetade hemifrån, oftast som clown eller ballerina. När hon var 9 år gammal uppträdde hon i sin första kyrkopjäs som en Nineve prostituerad i en uppsättning om Jona. Hon skulle fortsätta med teater i skolan och kyrkan. Lawrence har senare berättat om att hennes ångest försvann när hon stod på scen.
När Lawrence var 14 år gammal och familjen var på semester i New York upptäcktes hon av en talangscout på gatan som ordnade möten åt henne hos agenturer. Hennes mor var inte alls nöjd med Lawrence nya karriärmöjlighet och försökte hålla henne på jorden, ibland lite för mycket när hon sade att castingen ljög när de berömt Lawrence. När Lawrence väl fick en agentur gick modern med på att hon skulle få göra auditions i Los Angeles. Lawrence hoppade av skolan vid 14 års ålder, men pluggade in sina sista två år genom General Educational Development. Under uppväxten och mellan sina skådespelararbeten hjälpte hon sin mor som sjuksköterska på moderns barnläger.

### Tidiga roller
Lawrence inledde sin karriär i en mindre roll i en pilot av TV-serien Company Town (2006) vilken aldrig blev upplockad och därmed aldrig visades. Hon hade sedan några gästroller i TV-serierna Monk (2006), Cold Case (2007) och Medium (2007) innan hon fick en återkommande roll i TV-serien The Bill Engvall Show där hon spelade Lauren Pearson, den rebelliska tonåringen i en förort till Denver. Serien hade premiär i september 2007 och lades ner 2009 efter tre säsonger. Lawrence skulle anses stjäla showen av kritiker och mottog en Young Artist Award för sin roll i serien.
Lawrence skulle ungefär år 2007 göra en audition för rollen som Bella Swan i Twilight (2008), men rollen gick istället till Kristen Stewart. Lawrence sade senare att hon blev nekad rollen omedelbart efter auditionen och har varit nöjd med deras beslut eftersom det blev en sådan långvarig filmserie. Hon skulle filmdebutera i en mindre roll i independentfilmen Garden Party (2008). Samma år medverkade hon i Guillermo Arriagas regidebut The Burning Plain där hon delade rollen med Charlize Theron och spelade den yngre versionen av karaktären. Hennes prestation gav henne Marcello Mastroianni-priset för bästa framträdande av en ung skådespelare vid Filmfestivalen i Venedig. Lawrence skulle göra sin första huvudroll i Lori Pettys regidebut i familjedramat The Poker House (2008). Även om filmen skulle få ett blandat mottagande kom Lawrence att bli kritikerrosad och tilldelades Los Angeles Film Festival-priset för enastående prestation för sin roll i filmen.

### Genombrott

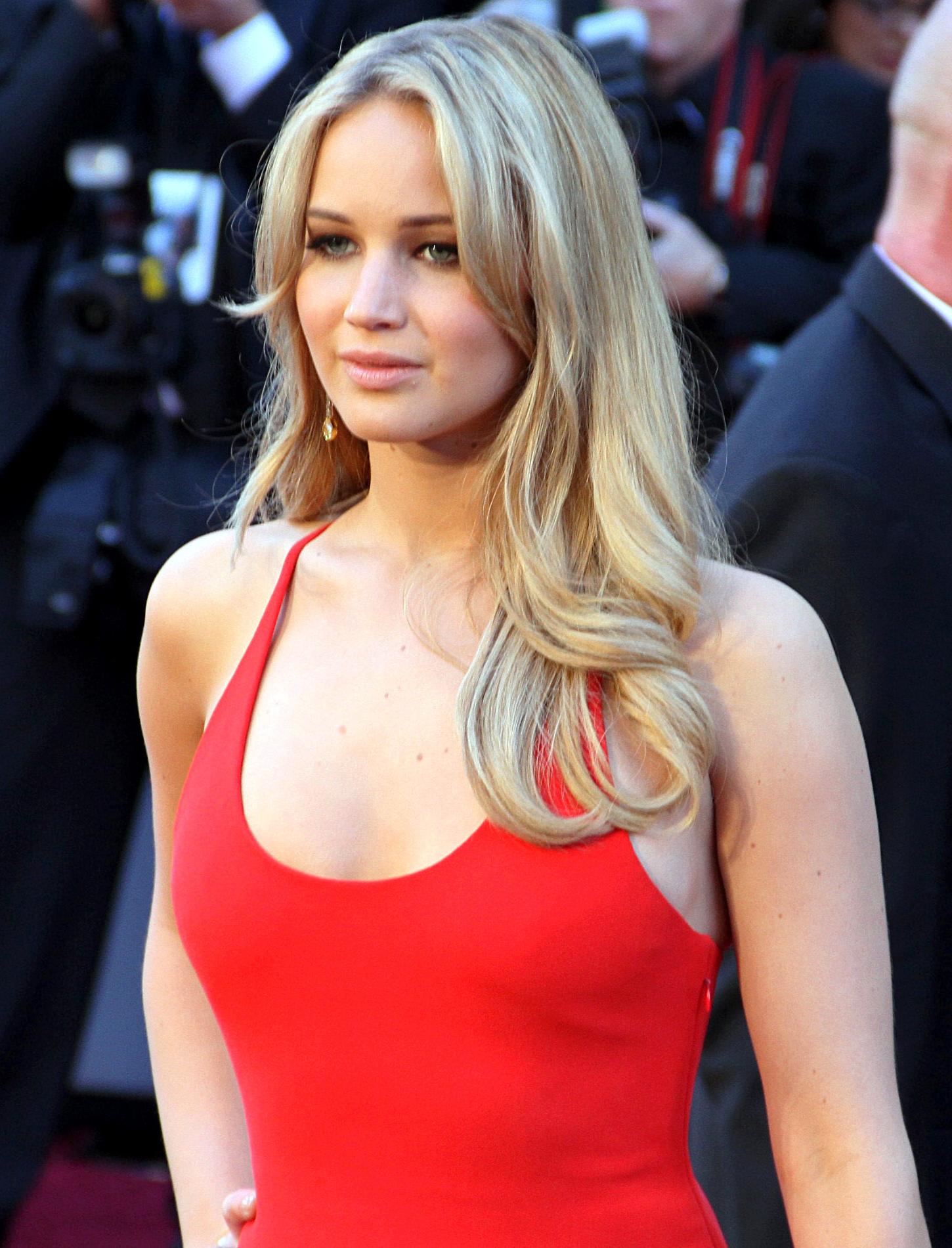
Jennifer Lawrence på Oscarsgalan 2011.

Lawrence genombrott skulle komma med huvudrollen i Debra Graniks film Winter's Bone (2010), som baserades på romanen med samma namn av Daniel Woodrell. Filmen utsågs till bästa film på Sundance Film Festival och Lawrence spelade Ree Dolly, en sjuttonårig tjej i Ozark County som tar hand om sin psykiskt instabila mor och sin yngre bror och syster. Lawrence framträdande i filmen blev hyllat av filmkritiker. David Denby skrev i The New Yorker att "filmen skulle vara otänkbar med någon mindre karismatisk som spelar Ree". Hon tilldelades utmärkelser för sitt framträdande; hon fick National Board of Review-priset för Bästa genombrott. Lawrence fick även en Oscarsnominering för Bästa kvinnliga huvudroll och blev, som 20-åring, den näst yngsta skådespelaren som nominerats i den kategorin. Hon fick även nomineringar till Golden Globe Award, Screen Actors Guild Award, Independent Spirit Award och Satellite Awards med flera.
Lawrence medverkade sedan som biroll bredvid Anton Yelchin och Felicity Jones i lågbudgetfilmen Like Crazy (2011) som skulle få ett bra mottagande från kritiker. Hon återförenades med Yelchin redan i sin nästa roll i The Beaver (2011), en svart komedi där även Jodie Foster och Mel Gibson medverkade. Filmen spelades in redan 2009 men fick skjuta upp sin premiär då Gibson samtidigt blivit dömd för misshandel på sin ex-fru och filmen tar upp liknande ämnen. Filmen blev en flopp på biografer och fick ett mediokert mottagande av kritiker. Efter sin dramatiska roll i Winter's Bone sökte Lawrence efter något lättsammare och oseriösare vilket hon hittade i hennes första hög profilerade roll som den formskiftande mutanten Mystique i X-Men: First Class (2011) som var en prequel till X-Men-filmerna. Inför rollen gick hon ner i vikt och utövade yoga. På inspelningarna behövde hon sitta 8 timmar i sminket vilket innebar att hennes inspelningsdagar började redan kl. 2 på morgonen/natten. Filmen drog in 350 miljoner dollar och blev Lawrence mest framgångsrika film vid tidpunkten.
Lawrence skulle sedan synas i sitt stora internationella genombrott som Katniss Everdeen i filmen The Hunger Games (2012), baserad på den bästsäljande boken Hungerspelen av Suzanne Collins. Trots att hon är en beundrare av böckerna så var det inte helt självklart att ge sig in i ännu en franchise men hennes mor övertygade henne. Inför rollen genomgick hon omfattande träning för att komma i form, vilket innebar bågskytte, friklättring och kampsport. Under träningen skadade hon sig själv genom att springa in i en vägg. Filmen fick ett positivt bemöttande av kritiker men Lawrence skulle hamna särskilt i fokus och blev hyllad. Forbes fastställde att "ingen som har sett The Hunger Games skulle ifrågasätta Jennifer Lawrences förmåga att spela en actionhjälte". Filmen drog in över 690 miljoner dollar vilket gjorde Lawrence till den mest inkomstbringande kvinnliga actionhjälten någonsin.

### Etablerad karriär i två franchises och en oscarsvinst

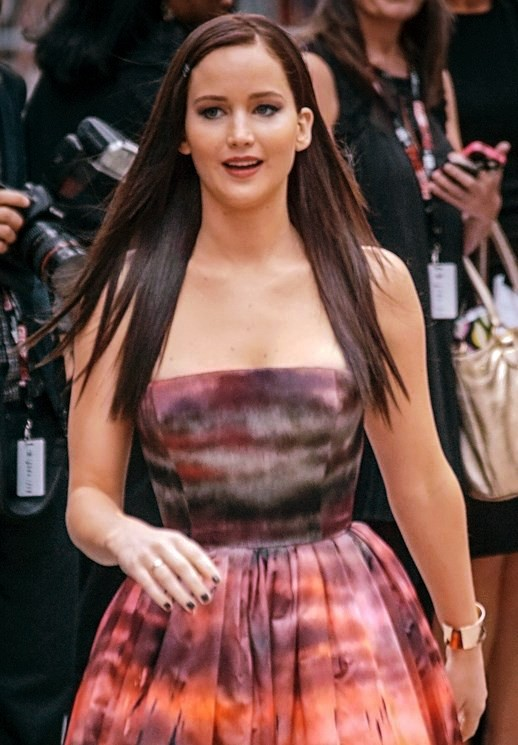
Jennifer Lawrence på premiären av Du gör mig galen! på Torontos filmfestival september 2012.

Under 2012 hann Lawrence också framträda som den unga nyblivna änkan Tiffany Maxwell i Du gör mig galen!, en filmatisering av boken med samma namn, skriven av Matthew Quick, med bland andra Bradley Cooper, Chris Tucker och Robert De Niro. Lawrence kände sig särskilt dragen till karaktärens komplicerade personlighet. Filmens regissör David O. Russell tyckte först Lawrence var för ung för rollen men under ett Skype-samtal blev han övertygad av Lawrence. Hon fick mycket beröm för sin roll i filmen och har sagt att det är en av de bästa upplevelserna i hennes liv. För sin insats belönades Lawrence med en oscar för Bästa kvinnliga huvudroll vid 22 års ålder, vilket gjorde henne till den näst yngsta oscarsvinnaren i den kategorin. Hon mottog också en Golden Globe i samma kategori. Samma år syntes hon också i House at the End of the Street vilket skulle belöna Lawrence med en People's Choice Awards.
Lawrence fick 2013 vara värd för sketchprogrammet Saturday Night Live. Samma år fick lågbudgetfilmen The Devil You Know premiär, en film som Lawrence hade deltagit i redan 2005 och skulle släppas 2007. Filmen hittade ingen distribution och efter att Lawrence blivit ett stort namn fick den digital premiär. Hon skulle sedan reprisera sin roll som Katniss Everdeen i uppföljaren The Hunger Games: Catching Fire (2013). När hon filmade undervattensscener för filmen drabbades hon av öroninflammation vilket resulterade i att hon kortvarigt blev döv på ena örat. Stephanie Zacharek på tidningen The Village Voice deklarerade att Lawrence porträtt av Katniss Everdeen gjorde henne till en idealisk förebild. Hon återförenades med regissören David O. Russell i den svarta komedin American Hustle (2013) där hon spelade frun till bedragaren Irving Rosenfeld spelad av Christian Bale. Lawrence gjorde knappt någon efterforskning inför rollen utan baserade hela sin tolkning på filmer och TV-serier från 70-talet då filmen skulle utspela sig. För sin insats skulle hon belönas med både en Golden Globe och BAFTA. Hon blev också nominerad för sin tredje oscar, vilket gjorde henne till den yngsta skådespelaren som blivit nominerad till tre oscars i sin ålder.
Lawrence återförenades med Bradley Cooper i Serena (2014) där hon spelar titelrollen. Filmen kom att få ett dåligt mottagande och blev brutalt sågad. Hon skulle samma år reprisera sina båda roller som Mystique i X-Men: Days of Future Past och Katniss Everdeen i The Hunger Games: Mockingjay – Part 1. X-Men: Days of Future Past kom att bli en än större framgång än föregångaren. Dock skulle Lawrence få ett dåligt mottagande av kritiker. Hon skulle reprisera rollen som Katniss Everdeen redan året efter i The Hunger Games: Mockingjay – Part 2. Under inspelningen kvävdes nästan Lawrence av en rökmaskin som hade gått sönder. Hon fick hämtas ut av ett livräddningsteam. De sista delarna av "The Hunger Games" blev båda succéer och spelade in över 650 miljoner dollar vardera. Lawrence återförenades med David O. Russell för ett tredje samarbete i Joy (2015) där hon porträtterade uppfinnaren Joy Mangano. Filmen fick inte samma mottagande som deras förra arbeten men Lawrence skulle bli unisont hyllad för sin tolkning. Lawrence mottog sin tredje Golden Globe och blev nominerad för sin fjärde Oscar, vilket gjorde henne till den yngsta skådespelaren någonsin att bli nominerad till fyra oscars.

### Motgångar
Lawrence skulle reprisera sin roll som Mystique för en tredje gång i X-Men: Apocalypse (2016). Filmen fick inte alls samma mottagande som föregångarna och Lawrence fick kritik för att hon tolkat sin karaktär för dystert. Hon skulle trots det mottaga en People's Choice Awards i kategorin favoritskådespelare. Lawrence skulle få 20 miljoner dollar i lön för sitt arbete med den romantiska science fiction filmen Passengers (2016). I filmen hade Lawrence sin första sexscen och var väldigt nervös över att kyssa sin gifta motspelare Chris Pratt vilket hon drack alkohol att förberedda sig inför. Filmen skulle bli brutalt sågad och Lawrence har i efterhand sagt att hon ångrar att hon medverkade i den.

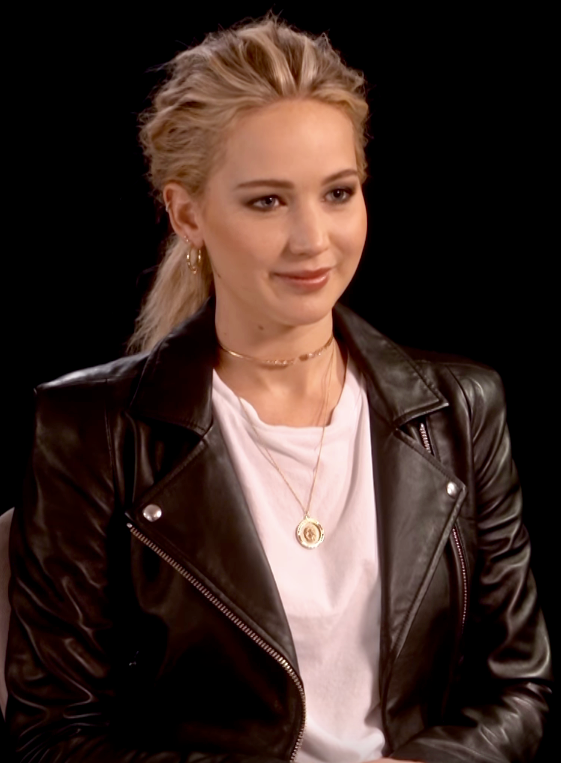
Lawrence i en intervju inför Red Sparrow (2018).

Hon medverkade sedan i den Darren Aronofsky regisserade psykologiska skräckfilmen Mother! (2017). Lawrence har alltid haft en motvillighet i att förberedda sig för mycket inför en filmroll, men inför Mother! spenderade hon 3 månader i en lagerbyggnad att repetera. Den intensiva rollen blev Lawrence största utmaning i karriären och blev ansträngande för henne. Hon spräckte ett revben och var tvungen att använda kompletterande syre då scenerna fick henne att hyperventilera. Filmen polariserade publiken som både gav den stående ovationer och buade åt den. Det rapporterades om att folk lämnade biograferna. Men av kritiker och filmvetare skulle den hyllas och kallas för ett mästerverk. Lawrence skulle bli nominerad till Sämsta skådespelare på Golden Raspberry Awards, en nominering som kom att bli starkt kritiserad.
Lawrence skulle sedan medverka i spionfilmen Red Sparrow (2018) en roll hon förberedde sig genom att lära sig ryska och dansa balett i fyra månader. Hon skulle till en början ha svårt för nakenscenerna i filmen då hon blivit utsatt för att hennes privata nakenbilder läckt ut några år tidigare. Filmen fick ett dåligt mottagande men Lawrence blev kritikerrosad. Lawrence repriserade sin roll som Mystique för fjärde och sista gången i X-Men: Dark Phoenix (2019). Filmen skulle bli brutalt sågad och en flopp på biograferna. Efter några år med otillfredsställande eller utmattande (Mother!) filmarbeten bestämde sig Lawrence för att ta en paus från skådespelandet. Även för att passa på att undvika media och ägna sig åt ett privatliv.

### Vidare karriär
Lawrence paus från skådespelandet blev kortvarigt då regissören Adam McKay erbjöd henne en roll i den satiriska komedin Don't Look Up (2021). Lawrence hade varit en beundrare av McKay och velat jobba med honom sedan hon var 19 år gammal. Tillsammans med Leonardo DiCaprio spelade de två astronomer som varnar mänskligheten om en komet som kommer utplåna jorden. Istället för att lyssna börjar politiker kampanja för att man inte ska titta upp och ser kometen som en inkomstkälla. Filmen skulle få ett blandat mottagande men hyllades för sin liknelse om hur dagens fake news och högerpopulism polariserar fakta som en åsikt. Även DiCaprio och Lawrence blev hyllade. På Grund av covid-19-pandemin fick filmen begränsad visning på biografer men skulle bli den mest sedda filmen någonsin på Netflix under sin premiärvecka. Lawrence fick sin femte Golden Globe-nominering för sin insats.
Efter att ha medverkat i flera storbudgetfilmer ville Lawrence göra en mer lågmäld karaktär vilket blev i independent filmen Causeway (2022). Hon kom också att bli producent för filmen med sitt eget bolag Excellent Cadaver som hon startade 2018. Allison Wilmure från Vulture jämförde Lawrence arbete med Winter's Bone, sade: "det är en välkomnande  påminnelse om hur övertygande Lawrence kan vara och en lovande indikation att hon är villig att arbeta med mindre projekt och lovande nya regissörer". Angelägen att jobba med en komedi både skådespelade och producerade hon sexkomedin No Hard Feelings (2023). Filmen skulle få ett gott bemötande men Lawrence fick den största uppmärksamheten för sin komiska timing. Hon skulle få sin sjätte Golden Globe-nominering för rollen.

## Anseende
Lawrence har ofta setts som en ovanlig Hollywood-kändis då hon anses som en jordnära, självironisk och opåverkad person. Regissören Adam McKay som arbetade med henne i Don't Look Up (2021) har beskrivit Lawrence som en stark sanningssägare och att hon även som arg är vacker att titta på. Lawrence har nämnt skådespelaryrket som "korkat" i jämförelse med andra yrken och tycker därför inte hennes yrke är något att skryta om. Hennes skådespelarkollega från The Hunger Games-filmerna, Donald Sutherland har benämnt Lawrence som en utsökt och lysande skådespelare samt även jämfört henne med klassiska skådespelare som Laurence Olivier. Regissören David O. Russell som regisserat Lawrence i tre filmer har sagt att hon får skådespelande att se oansträngd och lätt ut.
Lawrence har spelat i både storbudget mainstream filmer och lågbudget independent filmer och till största del rört sig i alla  genrés. Hon har varken studerat drama eller fått någon formell träning för sitt skådespelande. Hon har sagt att hon baserar sitt skådespelande på observationer på folk omkring henne. Hon har sagt att hon aldrig blir sin karaktär utan snarare använder sin fantasi och låtsas vara karaktären. På så viss har hon sällan behövt investera sina riktiga känslor i tagningar. Hon har blivit en av de mest betalda kvinnliga skådespelarna och 2014 rapporterades att hon fick 10 miljoner dollar per film. Hon har också flertalet år blivit utsedd till en av världens mäktigaste personer. Hon hamnade i Guiness rekordbok som den mest inkomstbringande kvinnliga hjälten för The Hunger Games-filmerna.

## Privatliv
Lawrence träffade skådespelaren Nicholas Hoult under inspelningen av X-Men: First Class (2011). De blev ett par och hade en relation fram till augusti 2014. Lawrence blev 2014 ett offer för en stor läcka med nakenfoto på kändisar genom tjänsten iCloud. Bilderna var privata och hade varit ämnade för Hoult under deras förhållanden. Hon menade att läckan var ett "sexbrott" och tyckte att folk som tog del av bilderna borde skämmas och bidrog till "sexbrotten". Till skillnad från andra drabbade kändisar bestämde hon sig för att inte stämma Apple. När Lawrence var 20 år blev hon gravid. Hon planerade för en abort men fick ett missfall. Under inspelningen av Mother! (2017) ingick hon en relation med regissören Darren Aronofsky. Relationen varade till november 2017.
År 2018 träffade Lawrence gallerichefen Cooke Maroney genom skådespelarkollegan Laura Simpson. De förlovade sig i februari 2019 och gifte sig kort därefter den 19 oktober 2019. Sedan maj 2019 så bor de både på Manhattan i New York och i Beverly Hills i Kalifornien. Under inspelningen av Don't Look Up (2021) fick Lawrence ett andra missfall vilket krävde en skrapning. Paret Lawrence och Maroney fick i februari 2022 sonen Cy, döpt efter konstnären Cy Twombly. I oktober 2024 rapporterades det att paret är gravida med sitt andra barn.
Även om Lawrence växte upp i en strikt konservativt och republikansk familj är hon en demokrat, även om hon röstade på John McCain i presidentvalet 2008. Hon har sedan dess varit starkt kritisk till det republikanska partiet. Hon uttryckte stark oro inför att Donald Trump blev president. Hon kallar sig också numera för icketroende trots sin strikta kristna uppväxt.
Lawrence stöttar Gaycommunityt (LGBTQ+ communityt) och pratar ofta om deras rättigheter och inskränkningar. Hon blev övertygad efter att hon i sina unga år i flera år försökt konvertera sin förälskelse som var homosexuell, men insåg att konvertering inte fungerade. Lawrence är också för abort vilket hon också har varit med på protester för. 2021 sågs hon tillsammans med Amy Schumer i Washington D.C. där hon bar på en skylt med texten: "Kvinnor kan inte vara fria om de inte kontrollerar sina kroppar". Lawrence identifierar sig som feminist vilket hon menar inte borde skrämma folk eftersom det enbart betyder jämlikhet. Hon är också för kroppspositivism. Hon har också skrivit en krönika där hon kritiserar löneskillnader mellan män och kvinnor och ger flera exempel som hänvisar till hennes egen karriär i Hollywood.

## Filmografi

### Film
| År   | Titel                                 | Roll                       | Noteringar |
| ---- | ------------------------------------- | -------------------------- | --- |
| 2008 | Garden Party                          | Tiff                       | |
| 2008 | The Poker House                       | Agnes                      | |
| 2008 | The Burning Plain                     | Mariana                    | |
| 2010 | Winter's Bone                         | Ree Dolly                  | Nominerad – Oscar för bästa kvinnliga huvudroll Nominerad – Golden Globe Award för bästa kvinnliga huvudroll – drama                                              |
| 2011 | Like Crazy                            | Sam                        | |
| 2011 | The Beaver                            | Norah                      | |
| 2011 | X-Men: First Class                    | Raven Darkholme / Mystique | |
| 2012 | The Hunger Games                      | Katniss Everdeen           | |
| 2012 | Du gör mig galen!                     | Tiffany Maxwell            | Oscar för bästa kvinnliga huvudroll Golden Globe Award för bästa kvinnliga huvudroll – musikal eller komedi Nominerad – BAFTA Award för Bästa kvinnliga huvudroll |
| 2012 | House at the End of the Street        | Elissa                     | |
| 2013 | The Devil You Know                    | Young Zoe                  | |
| 2013 | The Hunger Games: Catching Fire       | Katniss Everdeen           | |
| 2013 | American Hustle                       | Rosalyn Rosenfeld          | Golden Globe Award för bästa kvinnliga biroll BAFTA Award för Bästa kvinnliga biroll Nominerad – Oscar för bästa kvinnliga biroll                                 |
| 2014 | X-Men: Days of Future Past            | Raven Darkholme / Mystique | |
| 2014 | Serena                                | Serena Pemberton           | |
| 2014 | The Hunger Games: Mockingjay – Part 1 | Katniss Everdeen           | |
| 2015 | The Hunger Games: Mockingjay – Part 2 | Katniss Everdeen           | |
| 2015 | Joy                                   | Joy Mangano                | Golden Globe Award för bästa kvinnliga huvudroll – musikal eller komedi Nominerad – Oscar för bästa kvinnliga huvudroll                                           |
| 2016 | X-Men: Apocalypse                     | Raven Darkholme / Mystique | |
| 2016 | Passengers                            | Aurora Lane                | |
| 2017 | Mother!                               | Mother                     | Nominerad – Razzie Award för sämsta kvinnliga skådespelare |
| 2018 | Red Sparrow                           | Dominika Egorova           | |
| 2019 | X-Men: Dark Phoenix                   | Raven Darkholme / Mystique | |
| 2021 | Don't Look Up                         | Kate Dibiasky              | |
| 2022 | Causeway                              | Lynsey                     | Även producent |
| 2023 | No Hard Feelings                      | Maddie Barker              | Även producent |

### TV
| År        | Titel                        | Roll           | Noteringar                                   |
| --------- | ---------------------------- | -------------- | -------------------------------------------- |
| 2006      | Company Town                 | Caitlin        | Osålt pilot-avsnitt                          |
| 2006      | Monk                         | Maskot         | Avsnitt: "Mr. Monk and the Big Game"         |
| 2007      | Not Another High School Show | Frantic girl   | Osålt pilot-avsnitt                          |
| 2007      | Cold Case                    | Abby Bradford  | Avsnitt: "A Dollar, a Dream"                 |
| 2007      | Medium                       | Claire Chase   | Avsnitt: "Mother's Little Helper"            |
| 2007-2009 | The Bill Engvall Show        | Lauren Pearson | 30 avsnitt                                   |
| 2008      | Medium                       | Ung Allison    | Avsnitt: "But for the Grace of God"          |
| 2013      | Saturday Night Live          | Värd           | Avsnitt: "Jennifer Lawrence / The Lumineers" |